# Meisenburgsche Häuser

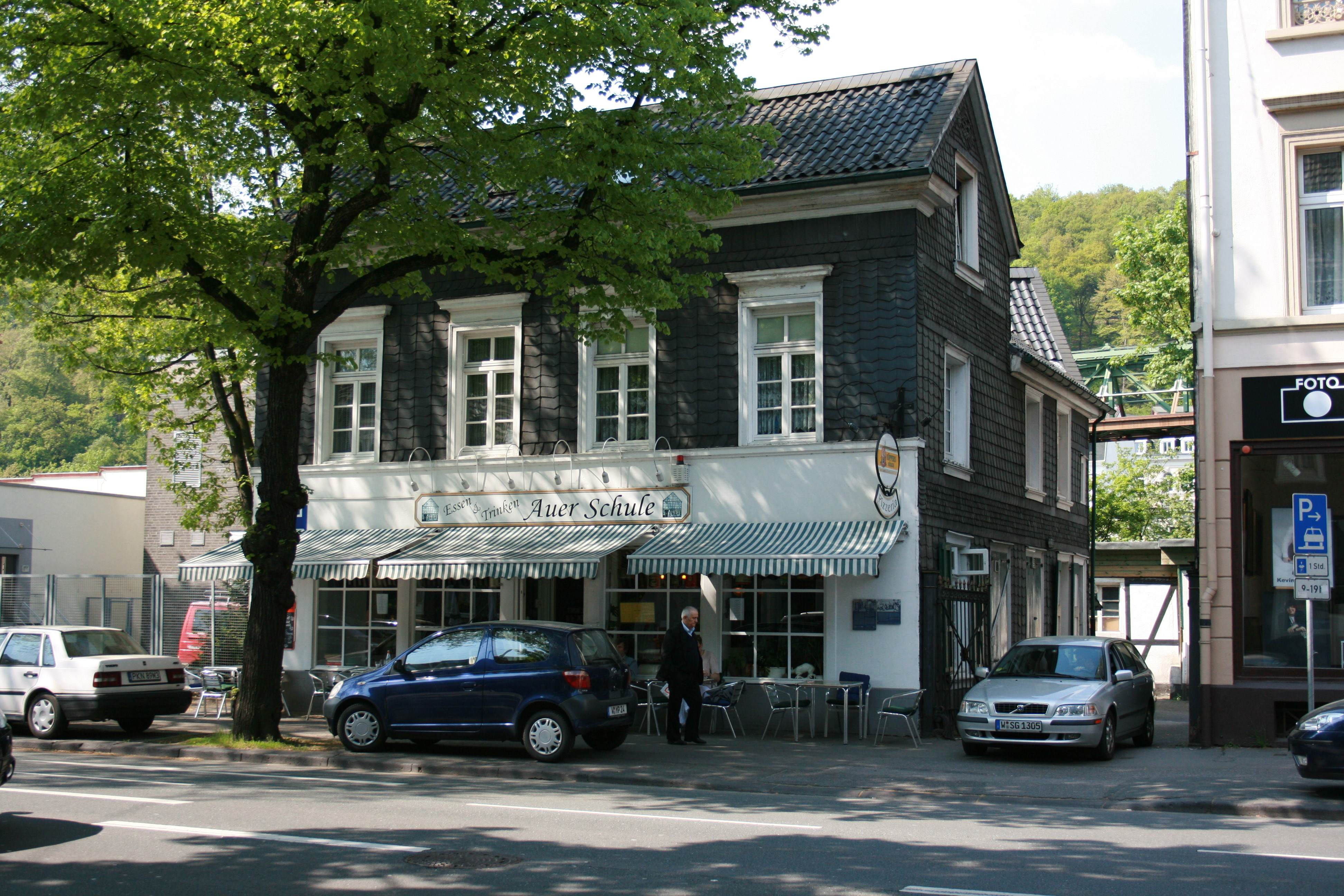
Friedrich-Engels-Allee 185 (2009)

Die Meisenburgschen Häuser (Hausanschrift Friedrich-Engels-Allee 185) sind ein Gebäudekomplex an der Wuppertaler Friedrich-Engels-Allee in Unterbarmen, die als Wohngebäude als Baudenkmal geschützt sind.

## Beschreibung
Der Gebäudekomplex besteht aus drei Häusern, die ab Ende des 18. Jahrhunderts bis in die Mitte des 19. Jahrhunderts in Fachwerkbauweise errichtet wurden. Die hintere restaurierte Fachwerkgiebelfront des ältesten Teils zeigt das Gefache.
Das zweigeschossige Wohnhaus zur Straßenseite mit Satteldach erhielt eine verschieferte Fassade. An der rückwärtigen, der nördlichen Seite erhielt das Gebäude einen zweigeschossigen Anbau. Das Erdgeschoss wurde zu einem Ladenlokal umgestaltet; dazu wurde die Schaufensterfront, die südliche Schauseite, verändert.

## Geschichte

### Auer Schule

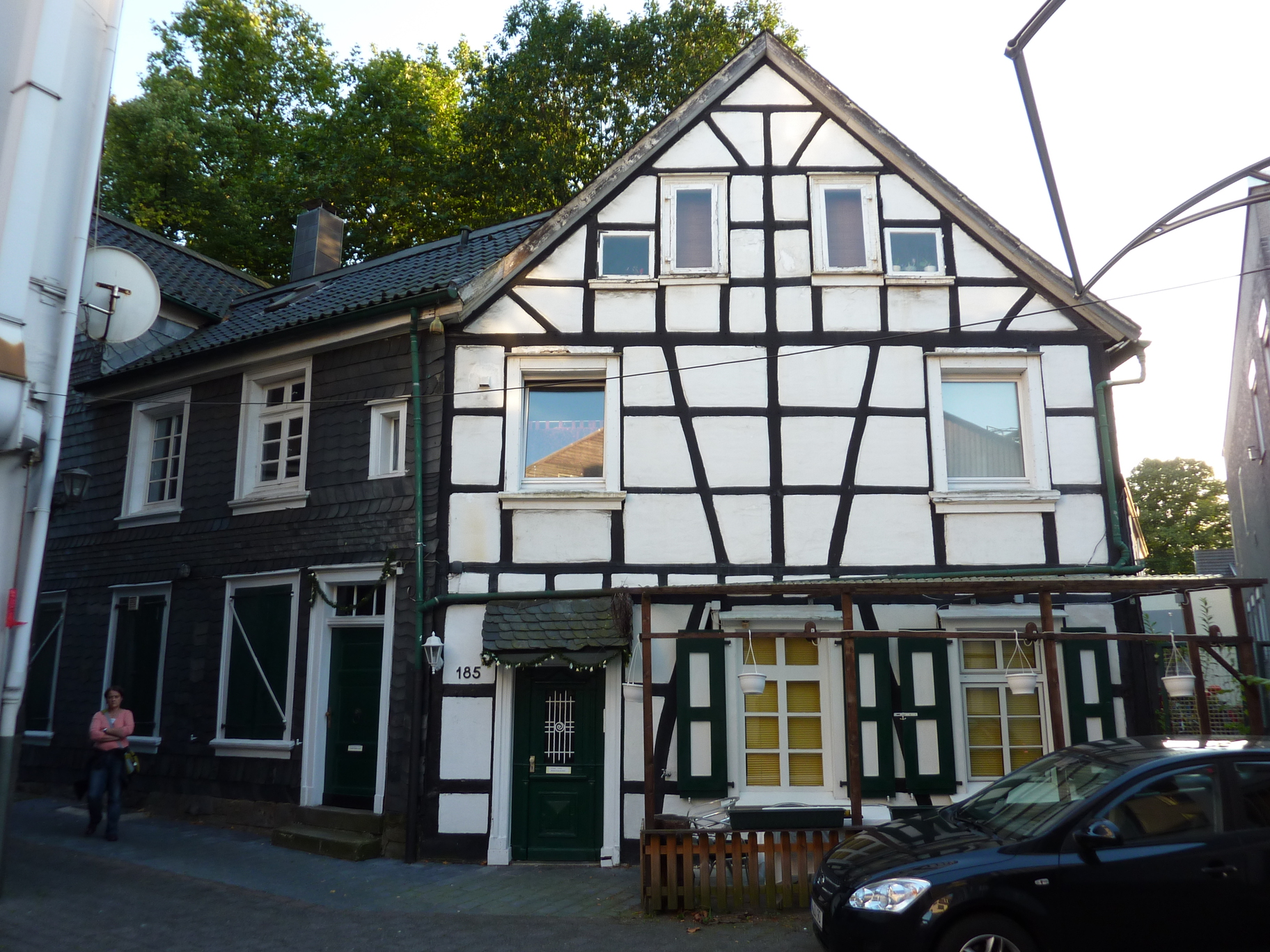
Rückwärtige Sicht Friedrich-Engels-Allee 185 (2012), Teil von 1795 „Auer Schule“ und links davon der Erweiterungsbau

1792 wurde der älteste Teil des Gebäudekomplexes errichtet, er ist nun der nordwestlichste Teil (auch Hinterhaus). Dieser Bau wurde als Elementarschule der evangelischen Gemeinde Unterbarmen errichtet und beherbergte als „Auer Schule“ ab 1792 zwei Klassen und zwei Lehrerzimmer. Um 1810 wurde in einem zweiten Bauabschnitt das Gebäude erweitert, ein Anbau ermöglichte die Einrichtung zweier weiterer größerer Klassenräume. Ein zweigeschossiger Anbau wurde 1834 errichtet, das zweite Haus des Gebäudekomplexes, der mit seiner Giebelfront zur Alleeflucht gerichtet war. In diesen beiden Geschossen standen nun weitere Unterrichtsräume für die Elementarschüler zur Verfügung. Der östlich gelegene Hofraum diente als Schulhof. 1851 wurde die Schule an die heutige Wittensteinstraße verlegt und als „Neue Auer Schule“ eröffnet. Sie ist heute Teil der Christian-Morgenstern-Schule.

### Spezerei- und Kolonialwarenladen von Meisenburg
Friedrich Wilhelm Meisenburg (1815–1882) erwarb 1861 den Besitz der Evangelischen Gemeinde Unterbarmen und errichtete im gleichen Jahr das Vorderhaus des Komplexes. Dabei wurde die Giebelfassade des Erweiterungsbaus in den Neubau integriert. Meisenburg eröffnete sodann seinen Spezerei- und Kolonialwarenladen. Das Geschäft wurde in seiner ursprünglichen Funktion, trotz mehrfachem Besitzerwechsel, bis nach dem Zweiten Weltkrieg betrieben.

### Restaurant als heutige Nutzung
Noch heute wird das Vorderhaus als Ladenlokal, die Hinterhäuser zu Wohnzwecken genutzt. Hier befindet sich im Ladenlokal ein Restaurant (Pizzeria), das den Namen „Auer Schule“ trägt.
Trotz der Veränderung ist das Gebäude ein städtebaulich wesentlicher Bestandteil der historischen Bebauung der Friedrich-Engels-Allee und ist damit ein Zeugnis der Geschichte Barmens. Es wurde als Baudenkmal anerkannt und am 18. Januar 1988 in die Denkmalliste der Stadt Wuppertal eingetragen.
Am 16. Dezember 2015 ereignete sich am Nachmittag ein Unfall an dem Gebäude, der Fahrer eines VW Touran verlor auf gerader Strecke die Kontrolle über sein Fahrzeug, kam in den Gegenverkehr und fuhr frontal in die Hauswand des Gebäudes. Die rechte Schaufensterfront des Ladenlokals wurde erheblich beschädigt, Gäste wurden nicht verletzt. Ob die Statik des Gebäudes nachhaltig gelitten hatte, was zu befürchten war, konnte zunächst nicht festgestellt werden. Das Gebäude wurde zunächst mit Hilfe des Technischen Hilfswerks durch eine Tragegerüstkonstruktion gesichert, ein Statiker wurde hinzugezogen. Die Inhaberin des Restaurants schätzte den erlittenen Schaden auf 80.000 bis 100.000 Euro.